# 曹敏
曹 敏（そう びん、生没年不明）は、中国三国時代の魏の皇族。父は曹均。子は曹焜・曹賛。 
217年、范陽閔王曹矩が早逝した後を継いだ。その際、臨晋侯に封じられた。
232年、琅邪王に改封され、景初・正元・景元の各年間に3400戸を領した。
没年は不明だが、死去した後に琅邪原王と諡された。子の曹焜が後を継いだ。
小説『三国志演義』には登場しない。